# Kalma Murtinho
Maria Carmen Braga Murtinho, mais conhecida como Kalma Murtinho (Rio de Janeiro, 1920 — Rio de Janeiro, 20 de outubro de 2013) foi uma atriz e figurinista brasileira.

## Principais espetáculos
- 1957 - Nossa Vida com Papai, de Howard Lindsay e Russel Crouse, encenação de Gianni Ratto, Teatro Brasileiro de Comédia;

- 1958 - Anjo de Pedra, de Tennessee Williams;

- 1968 - O Jardim das Cerejeiras, de Anton Tchekhov;

- 1973 - O Amante de Madame Vidal, de Louis Verneuil, direção de Fernando Torres;

- 1974 - Pippin, musical de Roger O. Hirson e Stephen Schwartz, direção de Flávio Rangel;

- 1982 - As Lágrimas Amargas de Petra von Kant, de Reiner Fassbinder;

- 1983 - Piaf, de Pam Gens, direção de Flávio Rangel;

- 1984 - Com a Pulga Atrás da Orelha, de Georges Feydeau, direção de Gianni Ratto;

- 1985 - Cyrano de Bergerac, de Edmond Rostand, direção de Flávio Rangel;

- 1989 - Orlando, de Virgínia Woolf, adaptação de Sérgio Sant'Anna, direção de Bia Lessa;